# Pasireungit
Pasireungit is een bestuurslaag in het regentschap Sumedang van de provincie West-Java, Indonesië. Pasireungit telt 2224 inwoners (volkstelling 2010).